# Mylène Demongeotová
Mylène Demongeotová (nepřechýleně Demongeot; 29. září 1935 Nice – 1. prosince 2022 Paříž) byla francouzská divadelní a filmová herečka ukrajinského původu.

## Filmografie (výběr)
- 1955: Frou-Frou – Panička
- 1955: Budoucí hvězdy – Budoucí hvězda
- 1961: Únos Sabinek – Rea
- 1961: Tři mušketýři: I. Královniny přívěsky, II. Pomsta Milady de Winter – Lady De Winterová
- 1964: Zlato pro Caesara – Penelope
- 1964: Fantomas – Helena Gurnová
- 1965: Fantomas se zlobí – Helena Gurnová
- 1966: Sympatický dareba – Muriel
- 1967: Fantomas kontra Scotland Yard – Helena Gurnová
- 2004: Válka policajtů – Manou Berlinerová
- 2022: Retirement Home – Simone Tournierová